# Гёце, Иоганн Август Эфраим
И́оганн А́вгуст Э́фраим Гёце (нем. Johann August Ephraim Goeze; 1731—1793) — немецкий зоолог.

## Биография
Геце изучал теологию с 1747 по 1751 год в Университете Галле. С 1755 года был теологом, а с 1765 года — пастором в Кведлинбурге. 
Изучал преимущественно биологию низших животных, в особенности червей и насекомых. В 1773 году открыл тихоходок (Tardigrada). Известен также переводами иностранных авторов на немецкий язык. 

## Публикации
- «Untersuchung der Leichenwürmer»;
- «Von zerschnittenen Wasserwürmern»;
- «Zur Geschichte der Kleisteraale»;
- «Naturgeschichte des Müller'schen Gliederwurms»;
- «Entomologische Beiträge zu des Ritter Linné zwölften Ausgabe des Natursystems» (Лейпциг, 4 т., 1777—83);
- «Belehrung über Natur und Lebenssachen» (Лпц., 1796).